# Mallochohelea fluminea
Mallochohelea fluminea är en tvåvingeart som beskrevs av Meillon och Wirth 1981. Mallochohelea fluminea ingår i släktet Mallochohelea och familjen svidknott. Inga underarter finns listade i Catalogue of Life.